# Adam Joseph Schwank
Adam Joseph Schwank (* 18. Januar 1820 in Fulda; † 15. April 1902 in Frankfurt am Main) war ein Stifter, Freimaurer und Rechtsgelehrter.

## Leben
Joseph Adam Schwank wurde als Sohn des kurfürstlichen Landkrankenhaus-Rentmeisters Ignaz Schwank in Fulda geboren. Zwischen 1852 und 1865 war er Garnisonsauditeur in Kassel, Fulda und Hanau. 1871 war er Auditeur in Naumburg und lebte zu dieser Zeit in Wahlershausen. Mit Ferdinand Zwenger, dem ersten Herausgeber der Zeitschrift „Hessenland – Hessische Zeitschrift für Geschichte, Kultur und Literatur“ war er befreundet und er veröffentlichte als Mitbegründer dort Beiträge zur Regional- und Militärgeschichte. 1861 wurde er Mitglied in der Freimaurerloge „Sokrates zur Standhaftigkeit“ in Frankfurt.

### Stiftung
Joseph Adam Schwank war aktiv beteiligt an der Revolution von 1848. So war er Vorsitzender des 1848 gegründeten Fuldaer Turnvereins und unter anderem im Wehrausschusses des Volksrates engagiert. In der Folge erfuhr er berufliche Nachteile und widmete sich verstärkt seiner Privatbibliothek. Diese vermachte er mit einem Schenkungsvertrag 1886 der Landesbibliothek Fulda. Es ist bemerkenswert, dass er die Sammlung nicht erst nach seinem Tode „letztwillig“, sondern größtenteils noch zu seinen Lebzeiten übergeben hat. Die insgesamt 7366 Bände und 224 Handschriften sind dort seinem Wunsch entsprechend separat von den Beständen der Bibliothek aufgestellt. Die zum Teil seltenen und wertvollen Titel stammen aus den Gebieten Rechtswissenschaft, hessische Geschichte und Literatur, Fuldensien und Freimaurerei.
Sein handschriftlich verfasstes Werk „Idioticon Fuldense“, in welchem er um 1870 auf 80 Seiten die gebräuchlichsten mundartlichen Ausdrucksweisen und Begriffe zusammenfasste, soll ab Herbst 2020 von ehrenamtlichen Helfern transkribiert werden, um es anschließend als Buch zu veröffentlichen. Es soll ein Teil des Begleitprogramms zur Sonderausstellung „Adam Joseph Schwank (1820–1902): Freimaurer – Rechtsgelehrter –Sammler“ anlässlich des 200. Geburtstags von Schwank in den Räumen der Bibliothek werden.

## Ehrungen
- Im Fuldaer Stadtteil Edelzell ist die Joseph-Schwank-Straße nach ihm benannt.[6]

## Werke
- Idioticon Fuldense (Fuldaer Digitale Sammlungen)